# Unterseeboot 309
Unterseeboot 309 (U 309) var en undervandsbåd i den tyske Kriegsmarine under 2. verdenskrig af typen VIIC, bygget i 1942 i Lübeck. Til trods for syv togter lykkedes det kun U 309 at sænke ét fragtskib på 7.219 tons.
Den 16. februar 1945 skyggede U 309 de allieredes konvoj WN 74 ind i Moray Firth, da sonaren på den canadiske frigat HMCS St. John opdagede hende. Det første angreb på U 309 forårsagede lidt olie på havoverfladen. To yderligere angreb med hedgehog anti-ubådssystem resulterede i mere olieudslip. Et fjerde angreb med dybdebomber forårsagede direkte brud på skroget og U 309 sank på positionen 58°09′N 02°23′V / 58.150°N 2.383°V med alle ombordværende.

## Kommandanter
- 27. januar 1943 ‒ 1. august 1944: Oberstløjtnant Hans-Gert Mahrholz
- 2. august 1944 ‒ 16. februar 1945: Kaptajnløjtnant Herbert Loeder

| Militær | Spire Denne artikel om militær er en spire som bør udbygges. Du er velkommen til at hjælpe Wikipedia ved at udvide den. |